# Jelení hřbet (Hrubý Jeseník)
Jelení hřbet (německy Großer Hirschkamm) je 1367 m n. m. vysoká hora v pohoří Hrubý Jeseník. Jde o třetí vrchol na hřebeni od jihu, po Pecnech a Břidličné hoře. Na jihovýchodním úbočí vrcholu je známý pramen Jelení studánka. Vrchol Jeleního hřbetu je plochý, pokrytý rozsáhlou smilkovou holí. Červená hřebenová turistická trasa obchází vrchol po východní straně. Východně od vrcholu vede hranice národní přírodní rezervace Praděd.